# 解体
解体（かいたい）とは、ばらばらにすること。解体される対象によってさまざまな意味を持つ。

## 建築

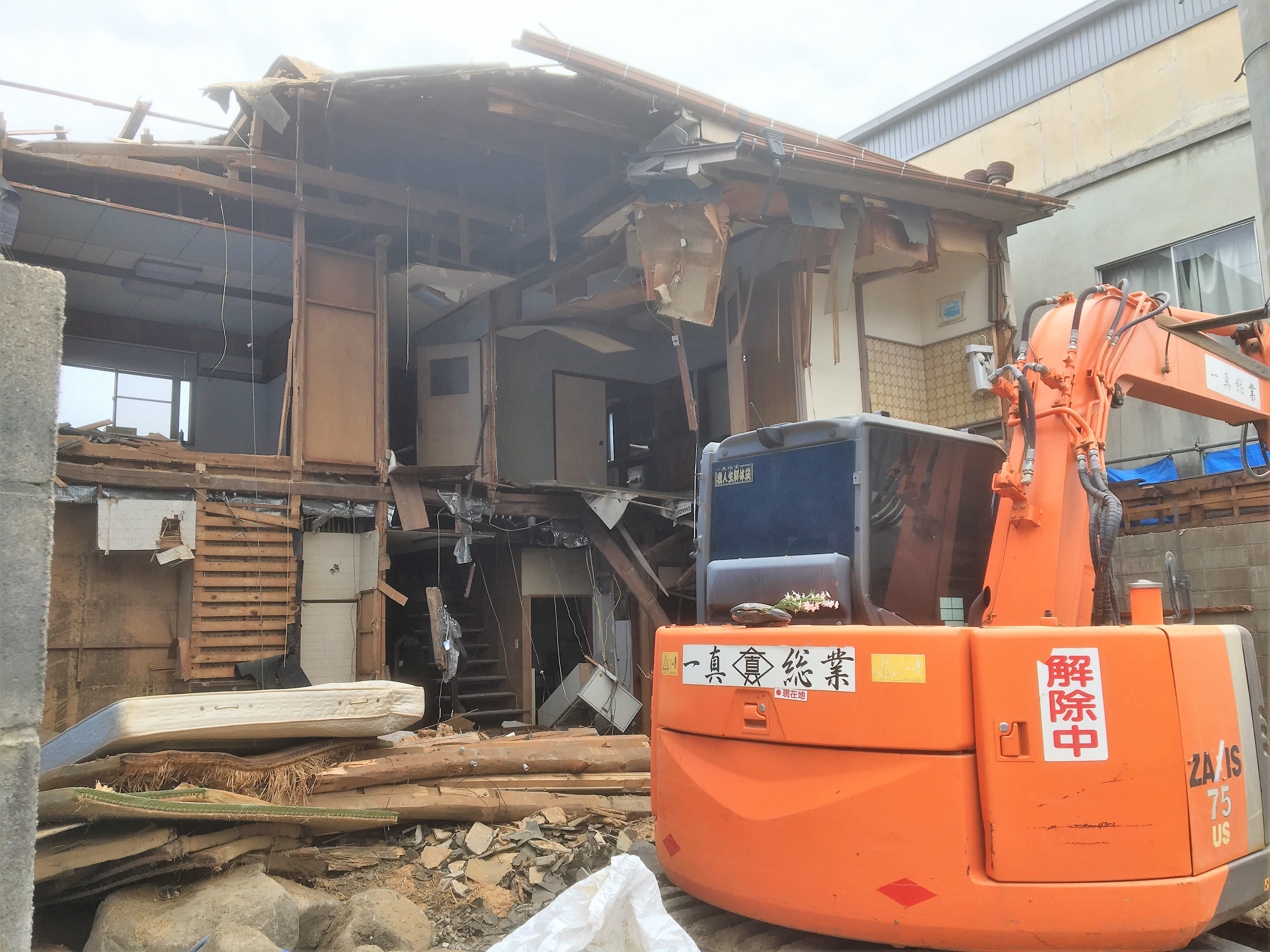
木造家屋の解体

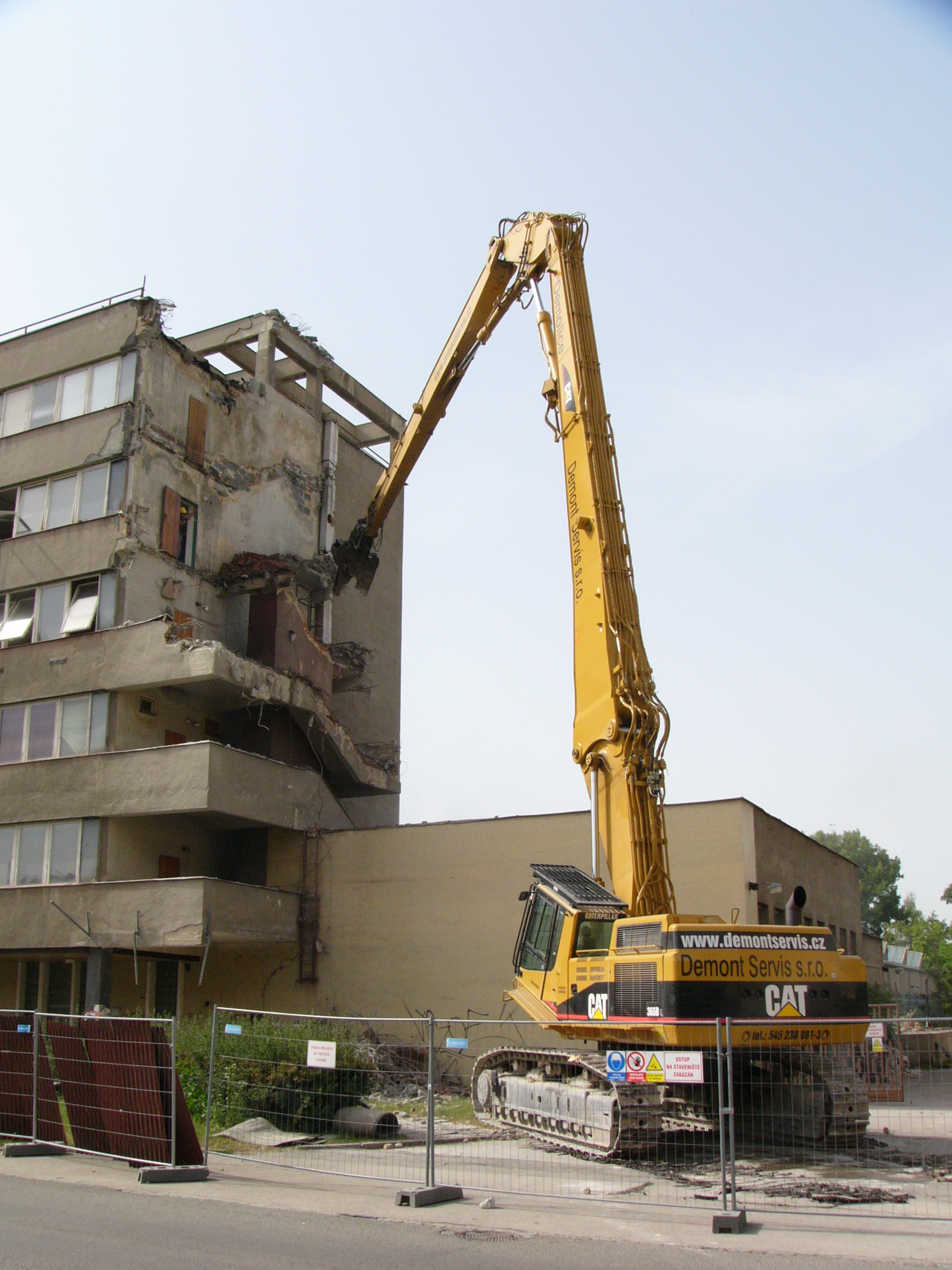
高所まで届く長い腕を持った油圧ショベルによる建物の解体作業

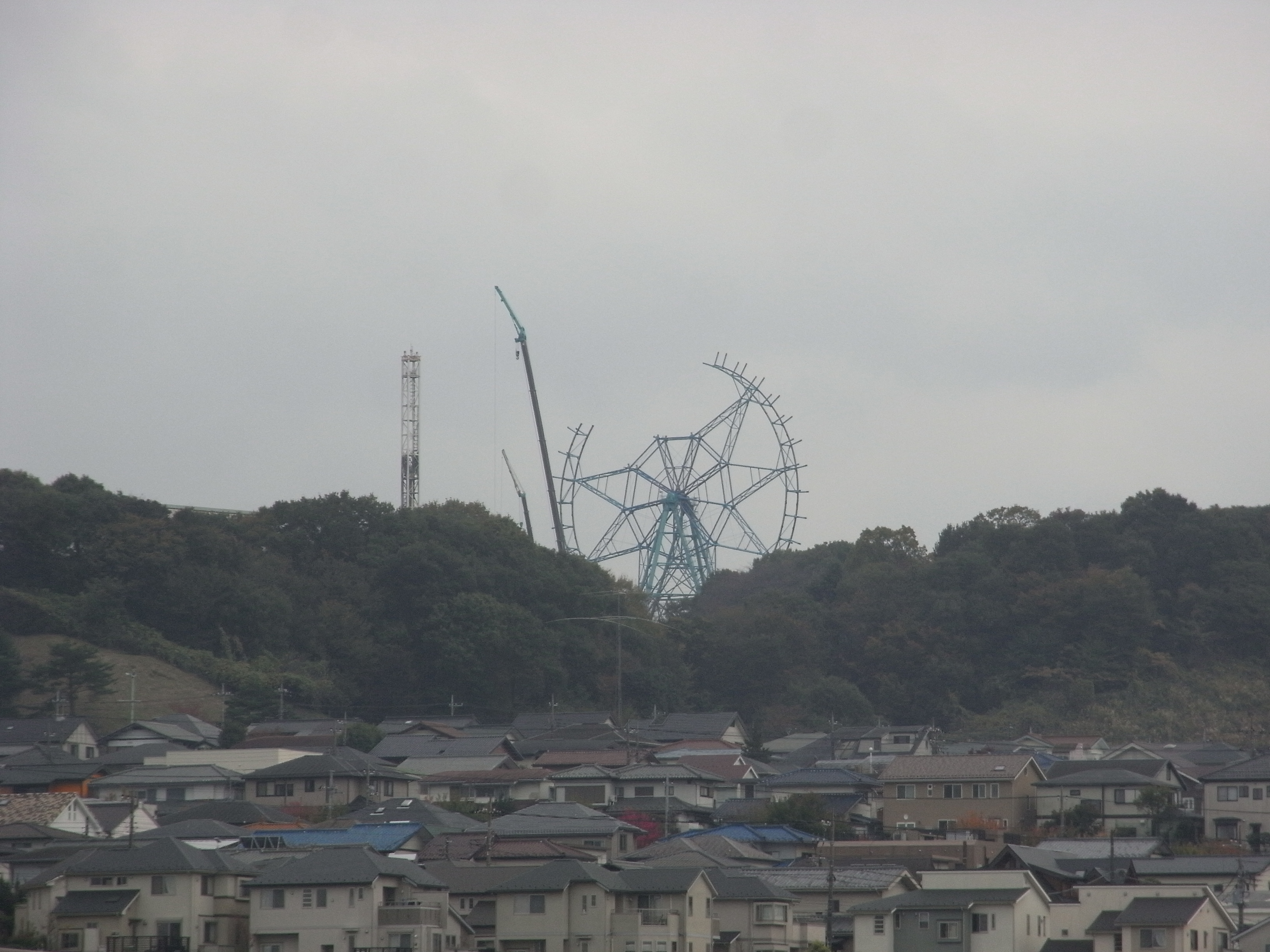
閉園後に解体される多摩テックの観覧車

建築・建物分野における解体とは、しばしば建設という語と対にされ、建築物を壊すことを意味する。
建築物の老朽化のためや建て替え、災害等で著しく損傷し修理が困難な場合、建物の使用目的がなくなった場合、道路拡張（都市計画）などのための立ち退きや行政機関による命令（強制執行）、その他の理由により解体される。また、歴史的価値のある景観重要建造物や古民家を移設する場合など、復原・復元することを前提に、破壊せず、部位ごとに分解する工程を指すこともある。
解体工事の方法はいくつかあり、内装材を除去した後、油圧ショベル（重機）にアタッチメント（油圧破砕機など）を装着し、上部から少しずつ取り壊していく方法（圧砕工法）が一般的である。パワーショベルが搬入できないような狭い場所にある構造物を壊す場合は、エアーブレーカーといった空圧工具または電動工具などの手持ち式機械を用いて、人力により上部から取り壊す方法もある。
解体工事による発生材は、建設工事に係る資材の再資源化等に関する法律により分別が求められるため、コンクリート片は油圧小割機などを用いて破砕し、コンクリート片と鉄筋に分別する。またスケルトンバケット（網状のバケット）やスクリーニングバケット（バケット型回転ふるい機）などを使用し、木くずや砂利、コンクリート片など、混合物の選別作業を実施する。
構造物の下部に鉄球などをぶつけて取り壊し転倒させる工法は、煙突の解体などでよく見られたが、現在では騒音、振動、粉塵などの近隣住民への影響や、転倒時の衝撃により飛散するコンクリート片の衝突など安全面でも問題があるため、現在ではあまり使用されていない。この解体方法を採用した建物で有名な例はあさま山荘である。
爆薬を使い一瞬で解体する爆破解体は、アメリカ合衆国などではビルなどの大型建築物を解体する際によく使われる方法である。
1982年（昭和57年）9月、日本最長のブームとアームを持つ解体機、MS380がキャタピラー三菱（当時。現・キャタピラージャパン）によって開発され、1988年（昭和63年）11月には、地上から30 mの高さまで届く超ロングブーム・アームの解体機、キャタピラー三菱・E450が開発導入された。
当時、三菱重工やキャタピラーと共同開発し、日本で最初に導入した会社が岩手にある大森工業である。

### 高層ビルの解体技術
海外では超高層建築物の解体において爆破解体はよく用いられる方法だが、日本国内では規制が厳しいために行われることは少ない。建設を逆再生させるように最上段から順に解体していく方法や、ジャッキを利用してだるま落としのように下から順に解体していく方法などが採用されることが多い。
大手ゼネコンでは解体工期短縮のための技術革新も進んでおり、大成建設による「テコレップシステム」（赤坂プリンスホテル、りそな・マルハビル）、だるま落とし工法として知られる鹿島建設の「鹿島カットアンドダウン工法」（鹿島旧本社ビル）、清水建設による「シミズ・リバース・コンストラクション工法」（京橋清水ビル）、 大林組による「QBカットオフ工法」（アワーズイン阪急、丸の内AIGビル）、竹中工務店による「竹中ハットダウン工法」（ホテルプラザ）などがある。

### 解体工事業
建設業法における、解体工事業とは、工作物の解体を行う工事を業とする建設業。
平成２８年６月１日（改正建設業法施行日）から、従来の建設業法では「とび・土工工事業」に含まれていた「工作物の解体」を独立させ、建設業許可に係る業種区分として、新たに「解体工事業」が追加された。 
工事の例示としては、 工作物解体工事
それぞれの専門工事において建設される目的物について、それのみを解体する工事は各専門工事に該当する。総合的な企画、指導、調整のもとに土木工作物や建築物を解体する工事は、それぞれ『土木一式工事』や『建築一式工事』に該当する。
解体工事業を営むには、建設業法の「土木工事業」「建築工事業」「解体工事業」の許可を受けている場合を除き、建設工事に係る資材の再資源化等に関する法律に基づき、都道府県知事より「解体工事業」の登録を受ける必要がある。
各種ビルから一般住宅・倉庫まで、あらゆる解体を手掛けることが多い。解体工事に関する資格として、木造建築物解体工事作業指揮者、解体工事施工技士がある。
小規模な業者・工事においては1社で受注から施工まで一式請け負うことが多いが、
請け負う会社が大手ゼネコンや、大規模の建物の場合は受注以外は全て下請け業者や提携業者・関連業者に委託することがコスト面・人件費の面から一般的である。
関連項目
- 建設業法
- 建設工事に係る資材の再資源化等に関する法律
- 木造建築物解体工事作業指揮者
- 解体工事施工技士

## 輸送機器
輸送機器の場合、以下のような理由で輸送機器本来の役割を果たせなくなった場合、解体されることになる。
- 老朽化が著しく進んだ場合
- 耐用年数に達した場合
- 災害や事故などにより損傷し、修理不可能の場合
- まだ使えても、技術的に陳腐化し新型に代替される場合
- 使用側の事情により余剰となり、転用先もない場合

鉄道車両・自動車については、所定の廃車手続を行い、監督官庁に受理されてから解体作業を行う。ただし事故などやむを得ない場合は、現地で解体された後に手続が行われる場合もある。

### 航空機

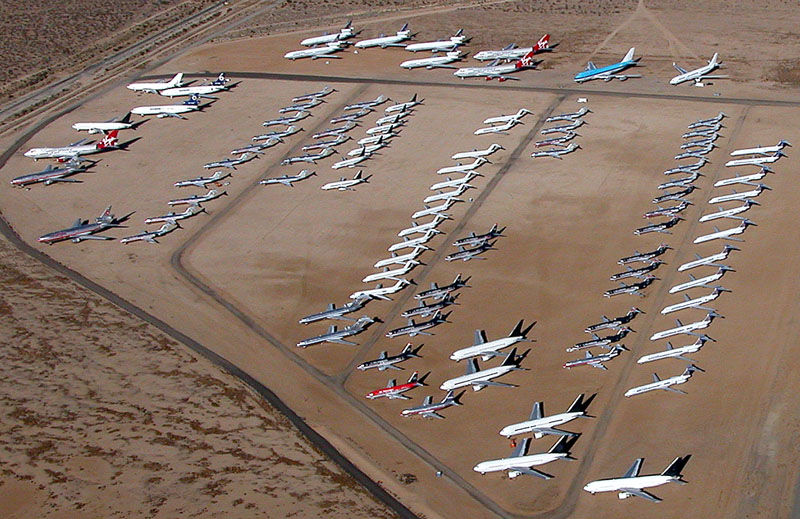
不完全な機体が多数並ぶモハーヴェ空港。「飛行機の墓場」と呼ばれる

航空機の耐久年数は20年程度とされているが、旅客機の場合は、途上国などで飛び続ける老朽機を除き、ほとんどが10年程度で陳腐化し売却される。
「飛行機の墓場」と呼ばれる場所が、アメリカ合衆国のアリゾナ州やニューメキシコ州の砂漠にある。こうした砂漠は空気が乾燥しており、軍用機や旅客機の機体を長期保存（モスボール）するのに最適な気候とされる。
アリゾナ州ツーソン郊外のディヴィス・モンサン (Davis Monthan) 空軍基地は爆撃機や戦闘機の墓場、カリフォルニア州のモハーヴェ砂漠にあるモハーヴェ空港は旅客機の墓場として知られ、滑走路沿いの広大な荒野に世界中から集まった無数の軍用機や旅客機がたたずんでいる。それぞれの機体は一時保管の名目であり、まだ使える機体は途上国などに売却、部品は取り外されて航空機メーカーや航空会社などのメンテナンス用に売却されており、残った機体は最終的にはスクラップにされる運命にある。
ただし、アリゾナ州ツーソン郊外にある核兵器搭載可能な爆撃機については、長期保存や譲渡のために置かれているのではなく、軍事衛星から観測可能な状態で解体処分を待つための留置である。詳しくは第一次戦略兵器削減条約 (START I) を参照されたい。
関連項目
- 飛行機の墓場
- 第一次戦略兵器削減条約 (START I)

### 鉄道車両

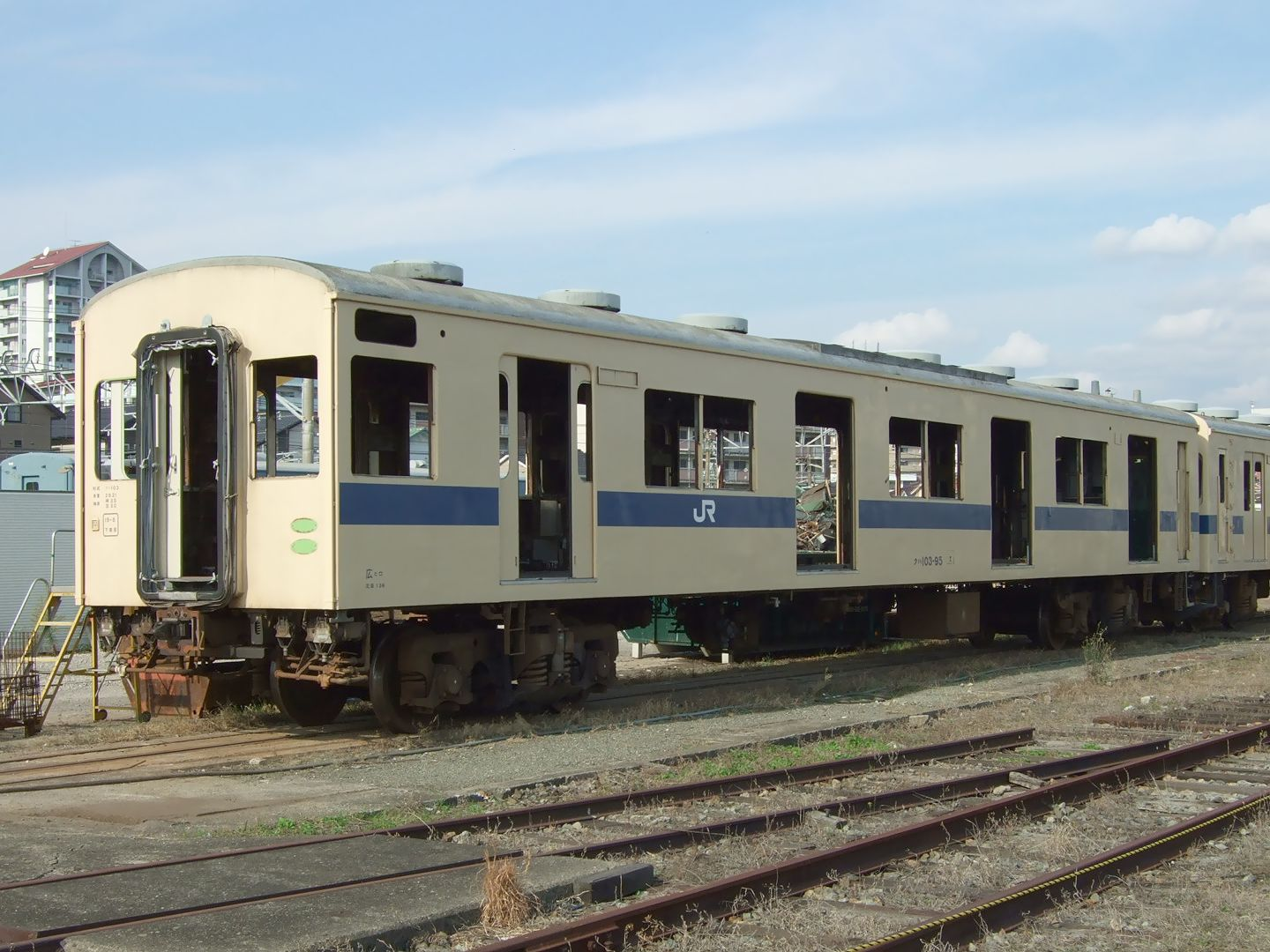
解体中の電車（JR西日本下関総合車両所）。窓ガラス・冷房装置・ドア・内装材などが取り外されている

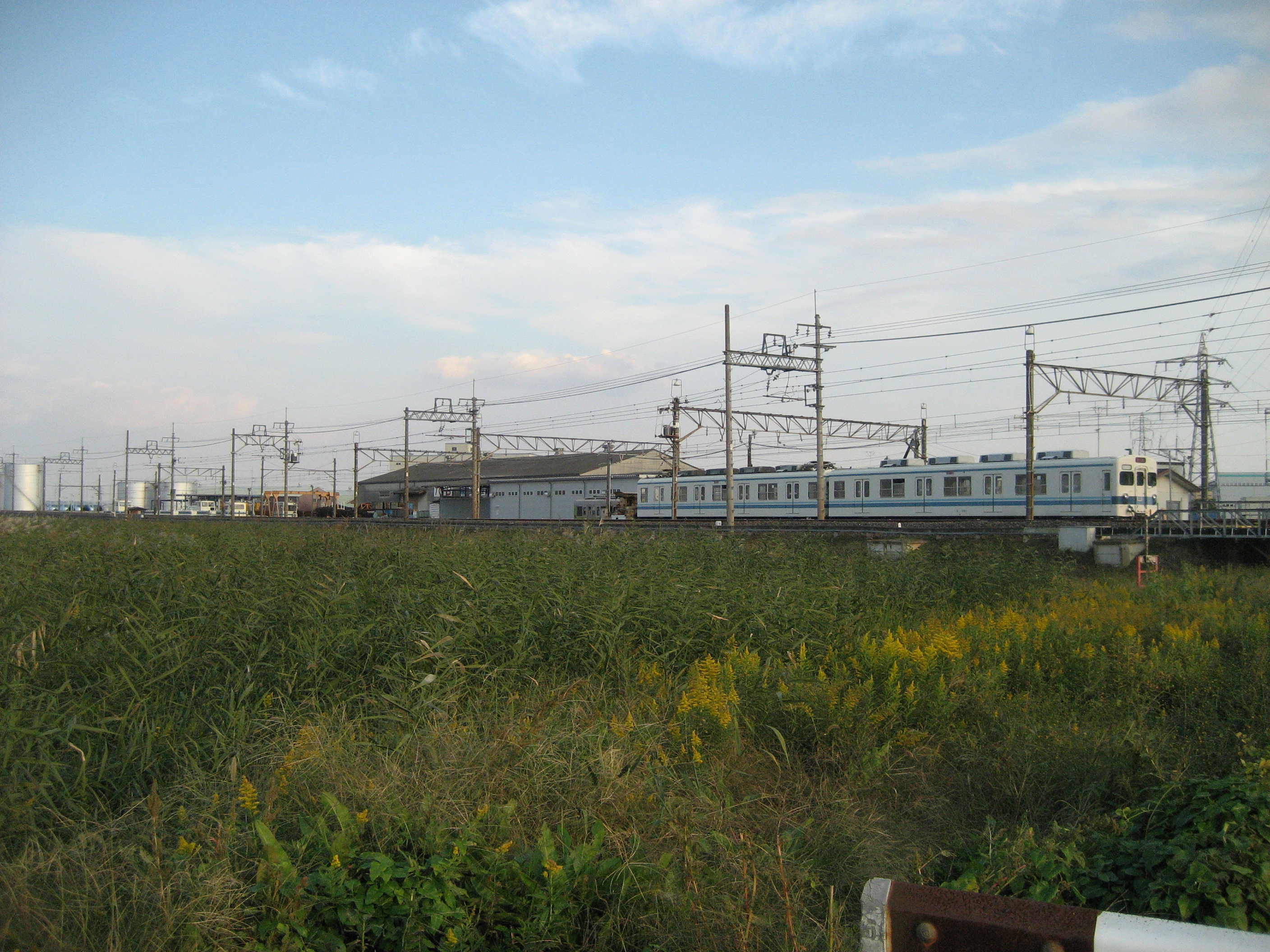
東武鉄道の北館林荷扱所。大手私鉄でも専用の車両解体場を持つ事業者は多くない

鉄道車両の場合、廃車手続がなされた車両は、その鉄道事業者の車両基地などに回送の上、専用の解体線に移されて重機やガスバーナーで解体される。
例えば、JRなどではいくつかの車両工場に解体線がある。また東武鉄道では館林市内の北館林荷扱所に専用の解体場がある。
古い鉄道車両では石綿が使用されているものがあり、環境上の問題などから、最近は大手私鉄であっても自社に解体設備はもたず、専門の解体業者に委託して、車両を陸送して解体工事を行う場合も多い。なお東武鉄道の北館林荷扱所では、自社車両以外に他社局の廃車車両の解体も請け負っている。
解体の際に発生した部品や設備は、部品取り車として他の車両に転用したり、運転台などの車体の一部をそのまま他の車両に移設することもしばしば行われる。その他の部材は廃材・くず鉄として再利用されたり、廃棄物として処分される。また鉄道ファン向けの一般公開イベントで、愛好家向けに廃品が販売されることもある。
関連項目
- 廃車 (鉄道)
- 北館林荷扱所
- 車両基地

### 自動車

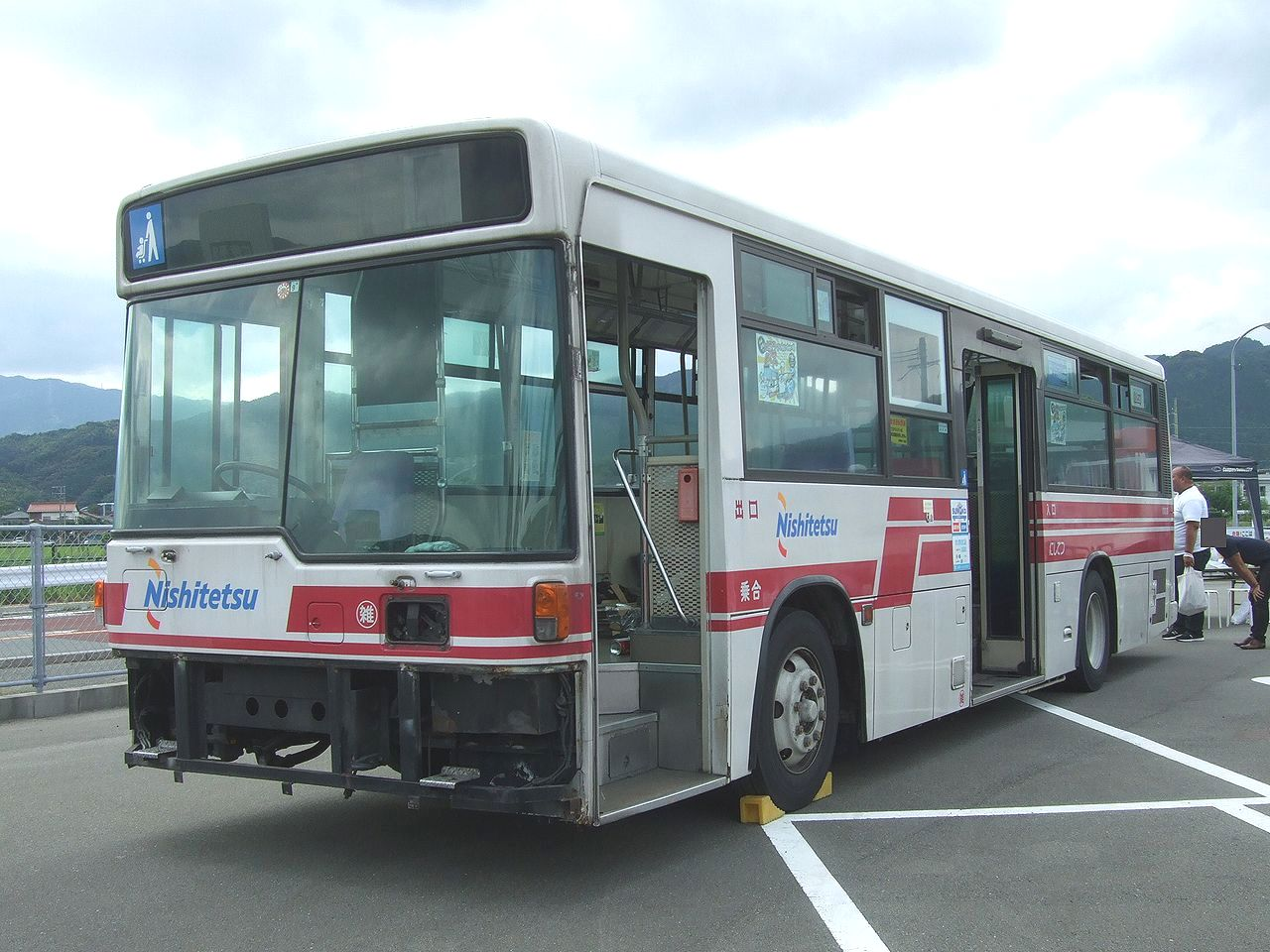
バンパー、ワイパー、バックミラー、前方降車口ドア、一部の座席などが取り外された状態の西鉄バス。
バスの日記念イベントの部品即売会での様子

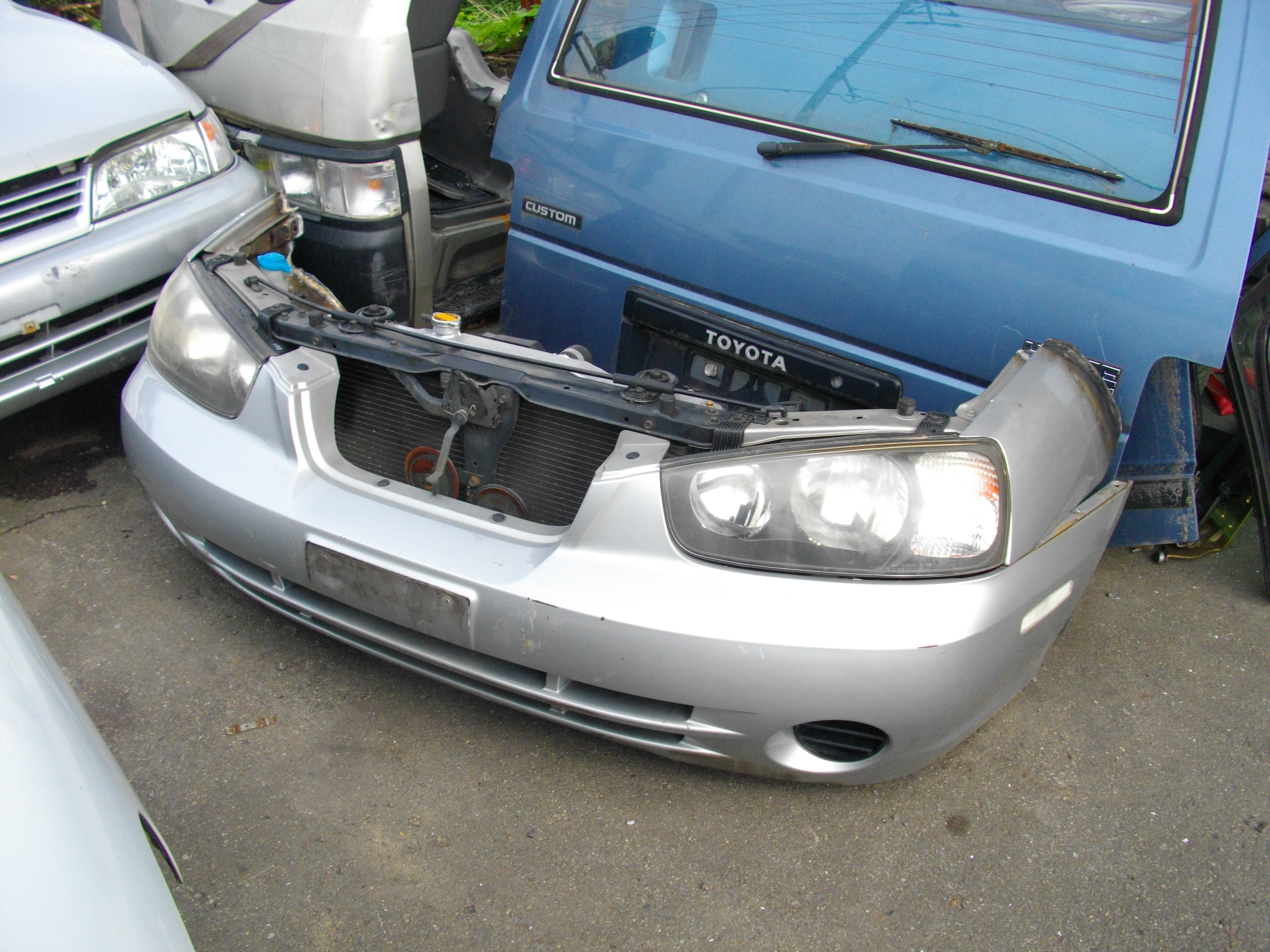
解体屋で切断された輸出用の自動車カットボディ

自動車の場合、抹消登録と呼ばれる廃車手続を行った後の解体となる。自動車は鉄道車両と比較して輸送が容易であるため、解体業者が所有する専用施設に運び込まれた上で解体処理される。
自動車の場合はパーツの流用も容易であるため、解体車両の再利用も頻繁になされる。部品取りとして金属部分やエンジンなどの有価物は中古（リユース及びリビルド）部品として流通したり、取り外したシートなどのパーツが中古品として販売される。また解体した車両の部品から再生車両を組み上げることもある（ニコイチ）。流用できない部分もくず鉄などの形で再資源化され、残滓は廃棄物として処分される。
またバス車両の場合は鉄道車両と同様、近年バスファンの増加にともない、愛好家向けにイベントなどで方向幕などの廃品が販売されることが増えている。
関連項目
- 廃車 (自動車)
- 解体屋
- 部品取り
- ニコイチ
- 使用済自動車の再資源化等に関する法律（自動車リサイクル法）
- スクラップインセンティブ (自動車)

### 船舶

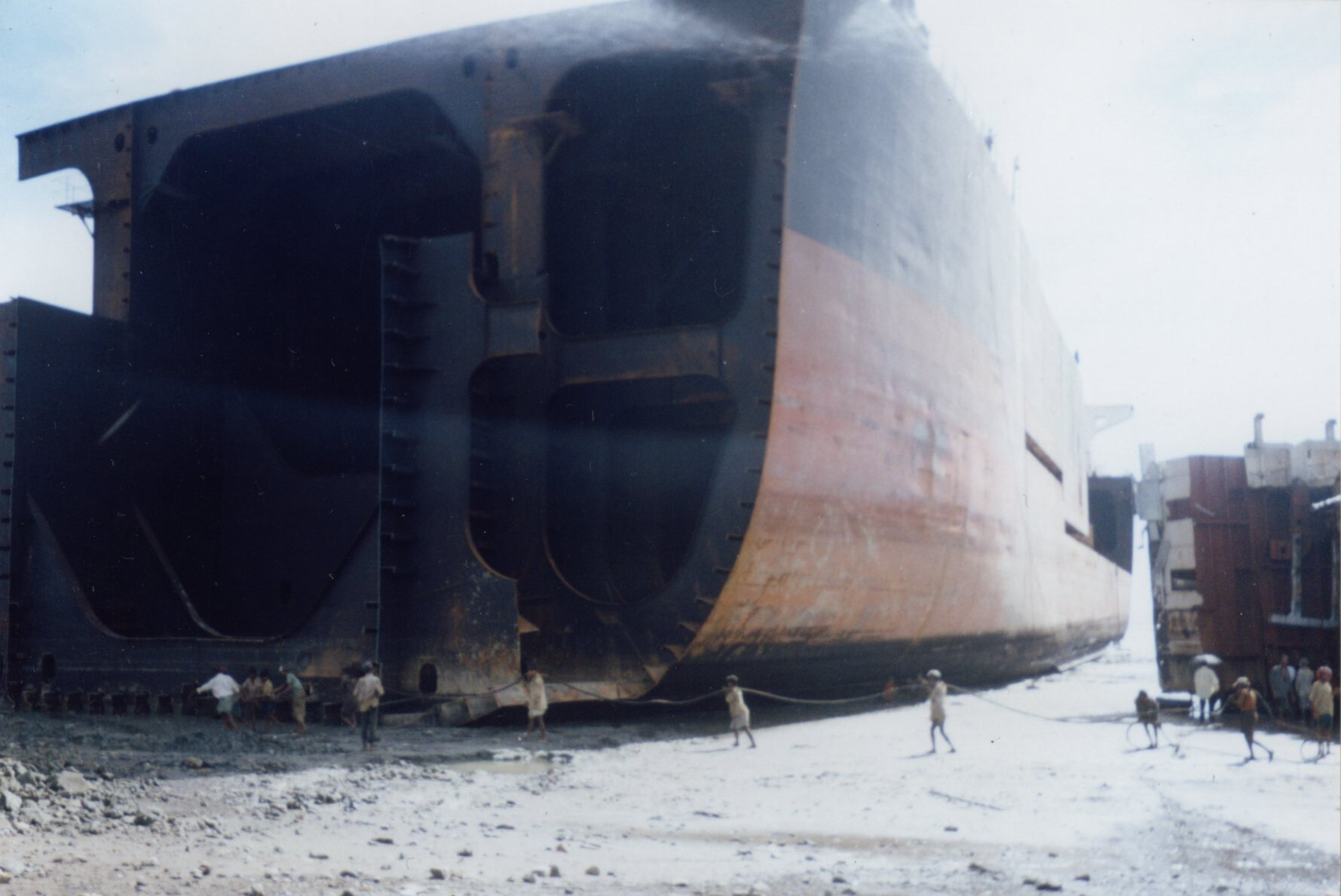
バングラデシュにおける船舶解体作業

船舶解体はスクラップアンドビルドの規制により、20世紀の終わりまでは先進国、とりわけ日本の造船所などで行われていた。内航船については現在も国内において解体されている。国内には100m以上の船を解体できる業者は6社ある。自衛隊の潜水艦・海上保安庁の大型船も国内の解体業者により解体される。その殆どが瀬戸内地方に集中している。
GT1,000以上の大型船は、使用価値のある状態で海外へ使用する船として売却される場合が多く、国内において解体されることは稀である。
GT20,000以上の超大型船は、インドおよびバングラデシュ（チッタゴンなど）の遠浅で干満差の大きい砂浜において、無数の未熟練労働者によって解体されている。船主は解体に伴うコストを軽減・忌避するためバングラデシュなどに船を輸出し、現地の解体業者は解体した船の残骸をスクラップとして各国に売却している。これら危険作業や有害物質の途上国への輸出には批判も多く、船舶は2004年11月のバーゼル条約で有毒廃棄物と規定された。
関連項目
- 船舶解体
- バーゼル条約

## 生物

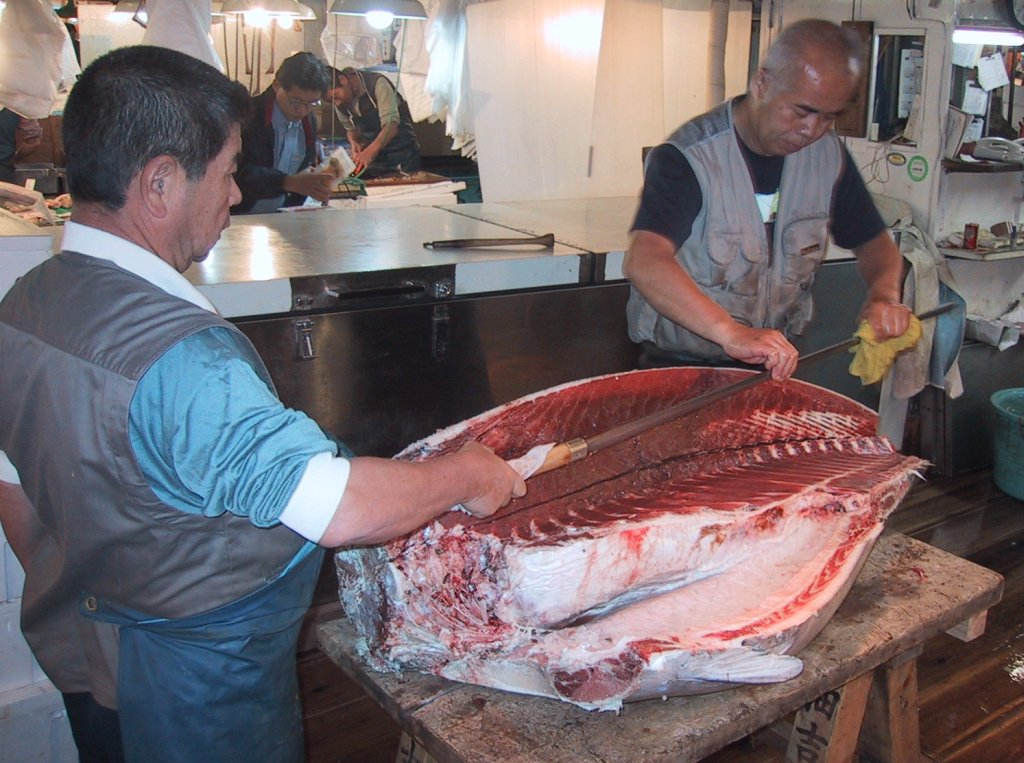
築地市場での鮪包丁を用いたマグロ解体作業

生物における解体は、生物の体を切断し各部分に分けること。「捌く（さばく）」とも言う。食用を目的とした大型の動物を市場に流通させる際、原型のままでの輸送が難しい場合に包丁などを使用し、輸送しやすい大きさに解体する。
解体の方法は、動物・魚など種類によって多岐にわたる。家畜の解体については、屠殺や屠畜場の項などを参照。屠殺された家畜の食肉とならない部分は、化製場と呼ばれる工場で油脂やペットフード原料などの製品に加工される。特に魚の解体に関して、日本は他国にない特有の技術を持つ。
生物学・医学方面では、同様の行為を解剖という。日本初の解剖学書である解体新書はこの語を使っているが、その後は使われなくなっている。
関連項目
- 鮪包丁
- 魚市場
- 築地市場 / 豊洲市場
- 屠殺 / 豚の屠殺
- 屠畜場 / 化製場

## 社会集団
人間の社会集団における解体は、集団としての性質を失うこと。「解散」という語と似ているが、解散は自発的に行われることが多く、解体は第三者の手によるものが多い。組織解体や財閥解体など。

## 精神医学

### 精神疾患
アメリカ精神医学会による精神障害の診断と統計マニュアル (DSM) では、統合失調症におけるある種の症状（「解体した会話」「解体した行動」と定義される）、および感情・意志の鈍麻による人格荒廃に至る病態を指す。
なお、世界保健機関 (WHO) による国際的な分類である疾病及び関連保健問題の国際統計分類 (ICD) では、統合失調症の定義において「解体」という表現を用いていない。日本において厚生労働省が正式に採用しているのはICDである。
近年では精神医学の進歩と向精神薬（特に抗精神病薬）の発達などにより、統合失調症でも人格荒廃にまで至らない比較的軽症な症例が増加している。
関連項目
- 統合失調症
- 精神障害の診断と統計マニュアル (DSM)
- 疾病及び関連保健問題の国際統計分類 (ICD)

### 洗脳の解除
諜報機関・テロリスト・ゲリラ・カルト団体などに洗脳を施された人間に対し、元の状態に戻すために施される行為。
「逆洗脳」「脱洗脳」とも言われるが、そちらの語を用いる方が一般的である。